# Jean Jaquet
Pour les articles homonymes, voir Jaquet.
Jean Jaquet, né le 12 novembre 1754 à Chambésy (Royaume de France), originaire de cette même localité, et mort le 21 janvier 1839 au Grand-Saconnex (GE), en Suisse est un artiste, sculpteur, décorateur, architecte, personnalité politique genevoise.
Artiste de la fin du XVIIIe siècle et du tout début du XIXe siècle, qui a beaucoup travaillé dans la région genevoise et dans le canton de Vaud, Jean Jaquet est le plus connu des artistes actifs dans la région à cette époque.

## Biographie
Jean Jaquet naît de l'union illégitime de François Jaquet, laboureur originaire de Cruseilles, et de Pernette Dupuis (?-1804), originaire de Maconay. Baptisé catholique par le curé Burdet le 14 novembre 1754 à l'église de Pregny, il a pour parrain Jean Darnex et pour marraine Benoiste Dupuis. En 1762, sa mère épouse François-Étienne Dupuis (?-1804), originaire de Saint-Martin de Tours (Lorraine). Le couple devient fermier au domaine du Château de Tournay, propriété de Charles de Brosses, alors loué à Voltaire.
Après avoir suivi sa scolarité à l'école du village, il débute en 1767 un apprentissage chez un maître plâtrier de Chambésy. C’est durant cette période qu’il découvre son goût pour l’art. En parallèle, il suit des cours à l’École de dessin de Genève. Son travail précis et méticuleux attire l’attention de personnalités genevoises, notamment François Tronchin, qui le recommande en 1781 à Paris chez le peintre Claude Joseph Vernet. Grâce à ce soutien, Jean Jaquet s’inscrit à l’Académie royale de peinture et de sculpture, où Vernet lui reconnaît « de la modestie et du talent ». Introduit auprès du sculpteur Augustin Pajou, il se forme à l’art de la sculpture d’ornement. Pendant son séjour parisien, Jean Jaquet remporte un prix pour un trophée en bas-relief, qu’il offre par la suite à la Société des arts de Genève.
Dès 1787, il se consacre à l’administration des classes de dessin et exerce comme conservateur des collections, qu’il enrichit par de nouvelles acquisitions. Il se distingue également par son travail de décoration dans plusieurs demeures genevoises. Jean Jaquet revient s’installer à Genève, où, dès 1790, il devient membre actif de la Société des arts de Genève. 
Entre 1795 et 1796, encouragé par François Tronchin, la Société des arts de Genève le dépêche en péninsule italienne à ses frais pour y étudier l’architecture civile. Au cours de ce voyage, il acquiert diverses œuvres d’art, notamment des plâtres, dont le moulage de l’Hercule Farnèse. À Rome, il se lie d’amitié avec Antonio Canova, auquel il offre plus tard deux bustes en marbre, l’un de Voltaire et l’autre de Jean-Jacques Rousseau.
De retour à Genève, Jaquet établit un atelier et se spécialise dans la création d’ornements pour des maisons de ville et des demeures de campagne. Simultanément, il embrasse la profession d’architecte, mais en se concentrant exclusivement sur l’aspect décoratif. Il devient également enseignant, notamment à l’école de dessin de la Société des arts de Genève et à l’École de l’ornement, où il forme divers professionnels : architectes, orfèvres, graveurs, plâtriers, tourneurs, ébénistes, menuisiers, serruriers et potiers. Parmi ses élèves figure James Pradier.
En 1798, lorsque Genève devient française, Jean Jaquet cesse d’y être considéré comme étranger. Dès l’année suivante, il est élu conseiller municipal de cette ville et nommé directeur des fêtes nationales. Parallèlement, dans le contexte des discussions autour de la constitution du département du Léman, il est désigné comme commandant militaire de ce département.
Quelques années plus tard, lors du passage de Napoléon Ier à Genève, Jean Jaquet saisit l’occasion du défilé militaire pour esquisser rapidement son portrait au crayon. Dès le lendemain, le croquis est reproduit en plusieurs exemplaires par gravure et circule largement parmi la population. Parvenu jusqu’à Napoléon lui-même, ce dernier convoque Jaquet et lui propose de devenir son dessinateur personnel, une offre que l’artiste décline. Profitant de ses relations influentes, Jean Jaquet s’éloigne quelque peu de sa carrière artistique et obtient la direction des travaux de construction de la route du Simplon.
Le 30 décembre 1813, à la veille de la Restauration genevoise, Jean Jaquet, déterminé à empêcher l’invasion de Genève par les Autrichiens, facilite le départ des troupes françaises vers les bivouacs autrichiens stationnés près de Genthod. Cependant, il est capturé par les soldats autrichiens, qui l’attachent à un arbre avec l’intention de l’exécuter par fusillade. Il ne doit sa survie qu’à un miracle.
Lorsque Genève redevient indépendante, Jaquet obtient la nationalité genevoise et est nommé membre du Conseil représentatif. En 1815, avec l’adhésion de Genève à la Confédération Suisse, il acquiert également la nationalité suisse.
Ayant accumulé une certaine fortune, Jean Jaquet achète en 1820 l'ancienne maison du frère de Calvin, connue sous le nom d’« Île Calvin », à Pregny. La même année, il est élu conseiller municipal de la commune. Le Conseil municipal décide alors de reconstruire un clocher à l’église de Pregny, dépourvue de clocher depuis 1794, afin de prévenir les risques d’incendie. En 1825, Jaquet finance entièrement la cloche et le clocher, pour un montant de 700 francs suisses.
Sentant sa santé décliner, il choisit de léguer, de son vivant, tous ses biens mobiliers et immobiliers à sa fille, ne conservant que le mobilier de sa chambre et ses effets personnels. En contrepartie, sa fille et son mari s’engagent à l’accueillir à l’« Île Calvin », à lui verser une rente annuelle viagère de 2 000 francs français et à lui remettre 20 000 francs après la signature de la convention, le 1er novembre 1826. Cependant, cet accord engendre des tensions entre Jean Jaquet et sa fille.

En 1828, il met fin à sa carrière d’enseignant. Le 28 décembre 1829, il décide de quitter l’« Île Calvin » et s’installe dans un appartement chez son ami, M. Pannisod, alors propriétaire du château de Tournay. Désormais seul, il concentre son attention sur sa commune d’origine, Pregny, et intègre le comité de l’école. Le 19 septembre 1833, Jean Jaquet fait don de 10 000 francs à la commune de Pregny pour y établir une école de jeunes filles. En 1835, la commune de Pregny construit une école au lieu-dit Monthoux. Le 12 février 1837, Jaquet offre, par donation, les moyens nécessaires pour embellir la façade de cette nouvelle école.

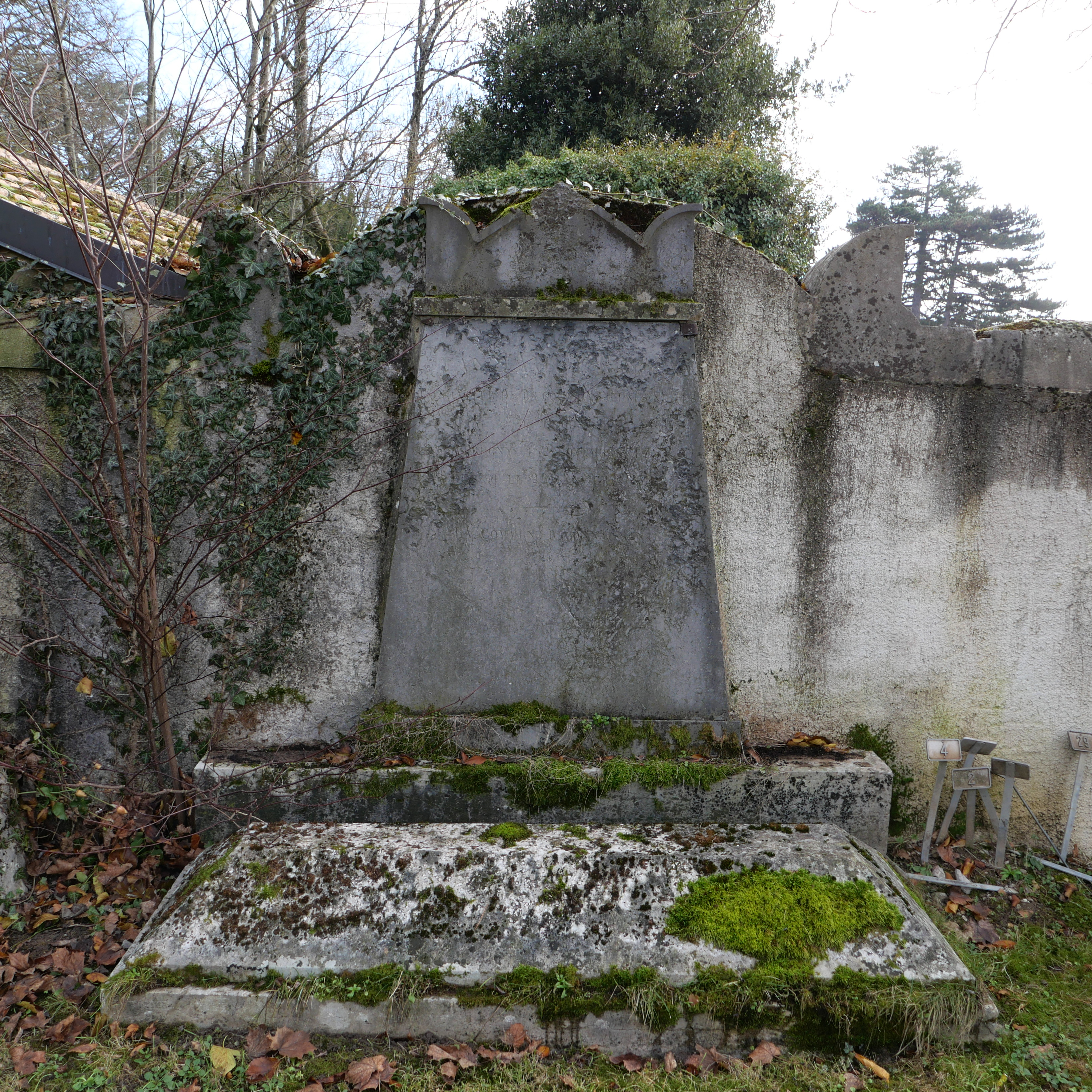
Vue de la sépulture.

De plus en plus malade et préparé à la fin de sa vie, Jean Jaquet a déjà fait construire sa tombe dans le cimetière de Pregny et ne quitte plus le château de Tournay. Son voisin, M. Giroud-Périer, le fait transporter chez lui, au Grand-Saconnex. Jean Jaquet meurt finalement le 21 janvier 1839, à l’âge de 84 ans, d’une apoplexie. À sa mort, il lègue toute sa fortune à la commune de Pregny.

## Œuvres
Bien que Jean Jaquet ait réalisé un certain nombre de bustes, la plupart d'entre eux sont aujourd’hui introuvables ou mal identifiés. Il est surtout reconnu pour ses décors virtuoses, occupant une position centrale dans le domaine de la décoration architecturale à Genève pendant près d’un quart de siècle. Jaquet devient ainsi « le représentant par excellence des Arts décoratifs à Genève » et une référence incontournable en matière d’ornements sculptés à Genève au tournant des XVIIIe siècle et XIXe siècle,.
- Buste en terre cuite représentant Jean-Jacques Rousseau, 1774;
- Les Délices, François Tronchin, début des années 1780[14];
- Ancienne campagne Vieusseux, Genève (Châtelaine) vers 1780[15];
- Buste en marbre représentant Charles Bonnet, 1789;
- Ancienne maison Necker, Genève (Rue Calvin), vers 1790[14];
- Maison Choisy;
- Ancienne Maison Roux, Genève (Terraux de Chantepoulet);
- Maison Chauvet-Lullin, famille Gallatin, Vernier;
- Château de Choully, famille Châteauvieux, Satigny;
- Maison Chappuis, Chougny;
- Château du Reposoir, famille Pictet, Pregny;
- Cour de justice criminel, Genève;
- Villa Barton, Genève[16];
- Cure de Genthod, Marianne Argand-Picot, Genthod, après 1790[14];
- Buste en marbre représentant Jean-Jacques Rousseau, 1795;
- Buste en marbre représentant Voltaire, 1795;
- Temple de la Nature, Montenvers, 1795;
- Ancien théâtre, Genève;
- Villars, après 1802[14];
- Château de Cartigny, famille Duval, 1805[17];

## Postérité
- Une plaque commémorative à son effigie a été apposée sur le mur principal de la mairie de Pregny-Chambésy ;
- Une rue porte son nom dans le quartier des Pâquis, la "Rue Jean-JAQUET"[18].

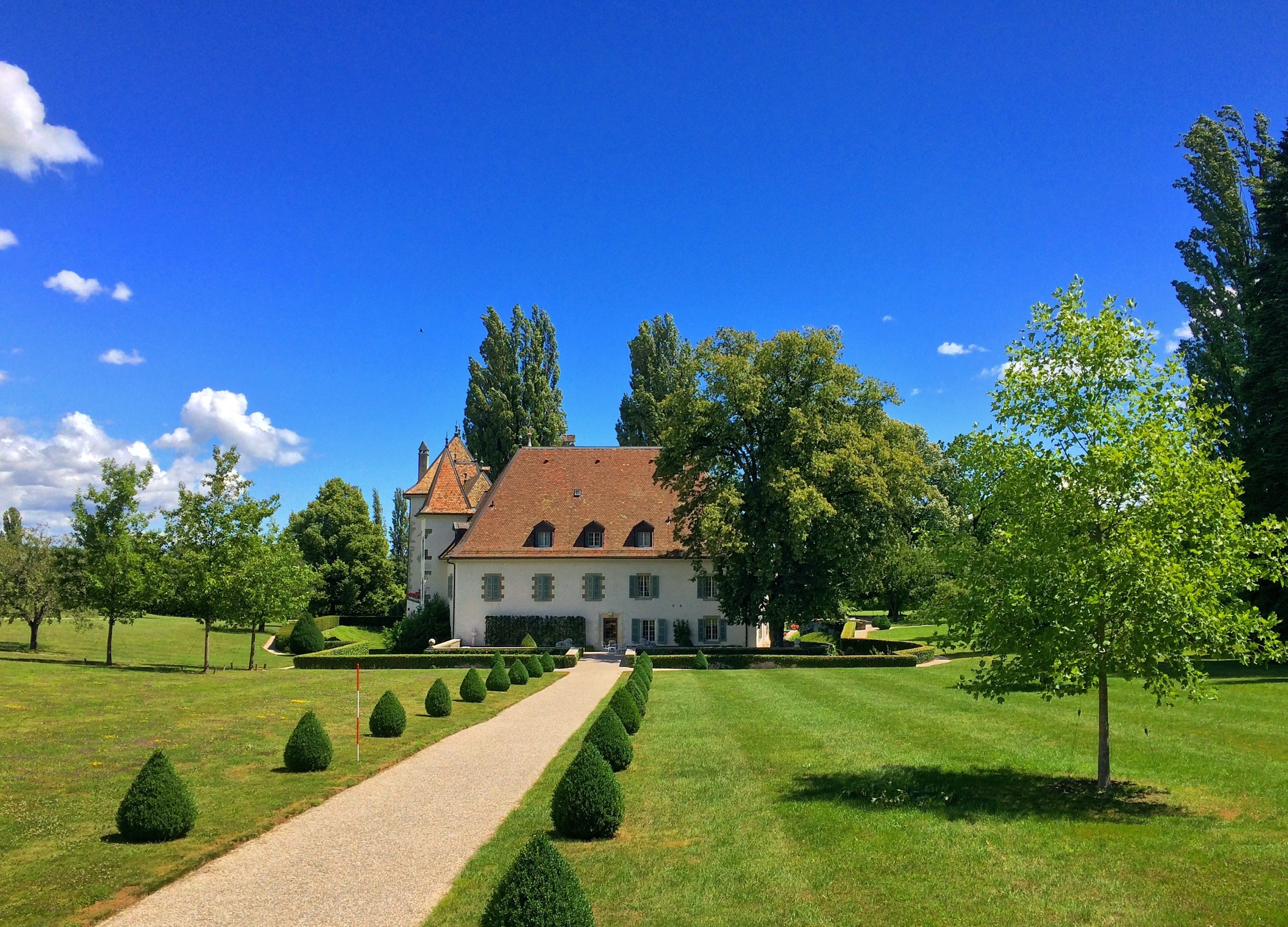
Le château de Tournay où vécut Jean Jaquet de 1754 à 1781 et de 1829 à 1839.
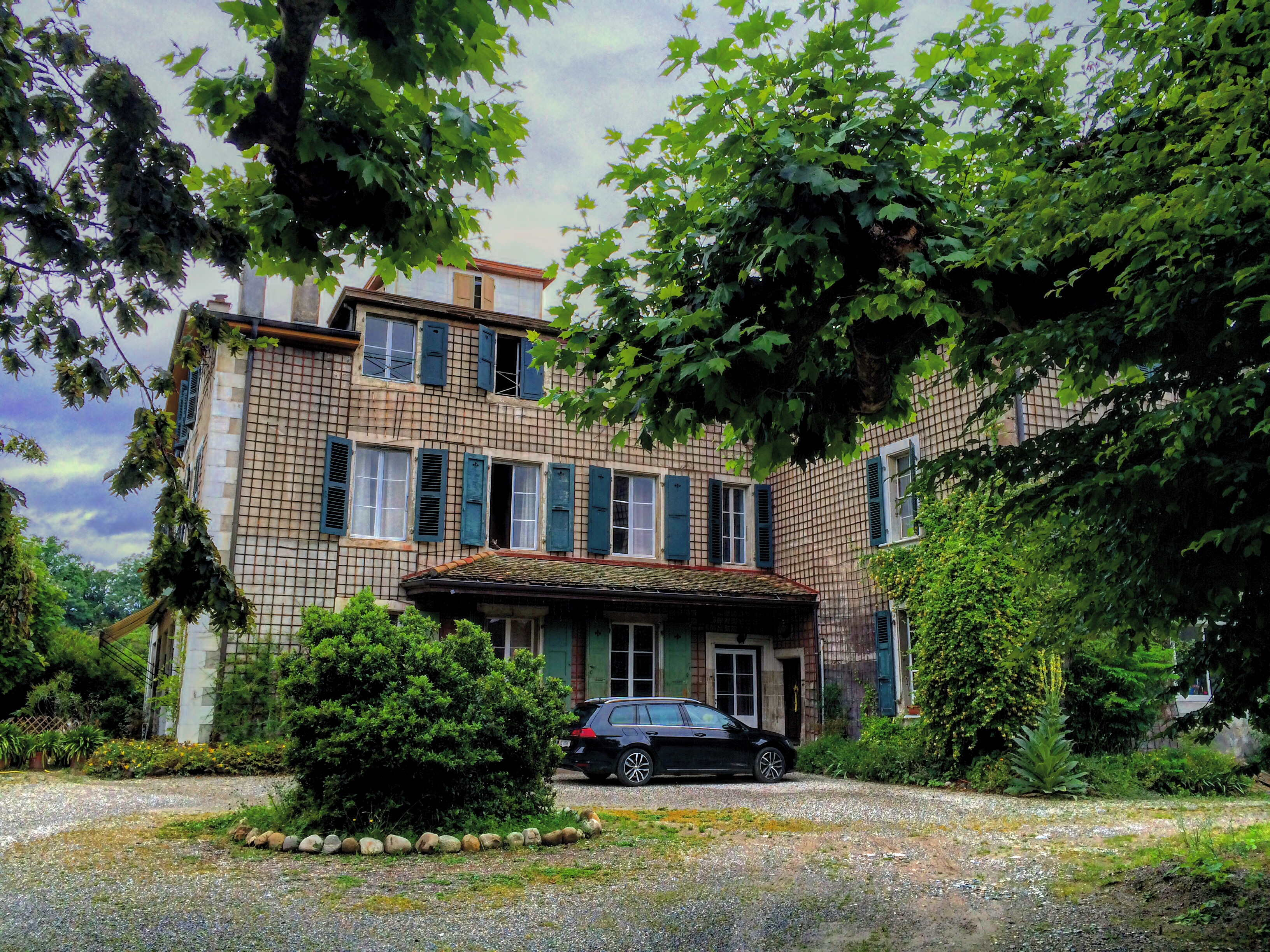
La maison de maître «Île Calvin» où vécut Jean Jaquet de 1820 à 1829.
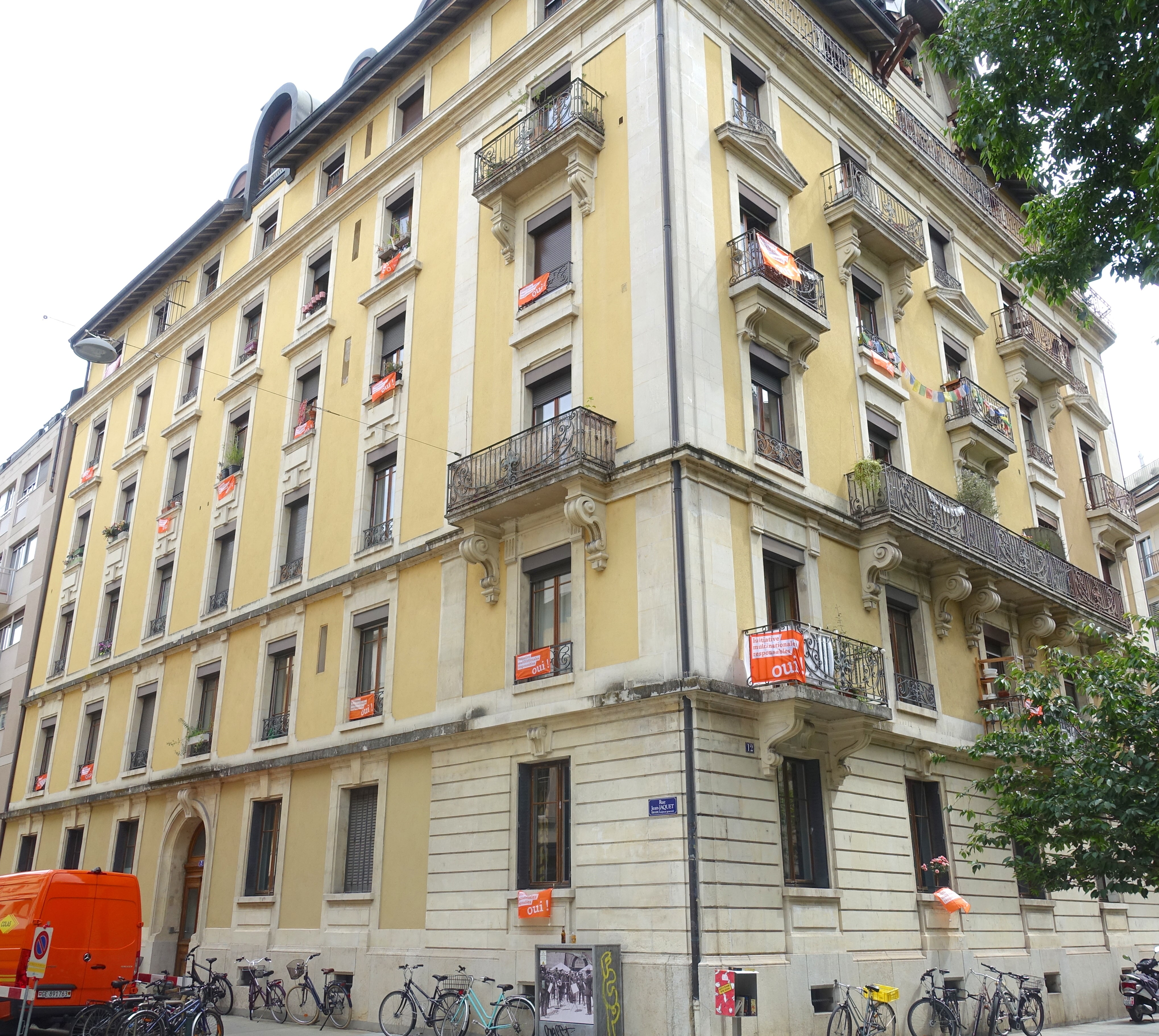
La Rue Jean-JAQUET à Genève.
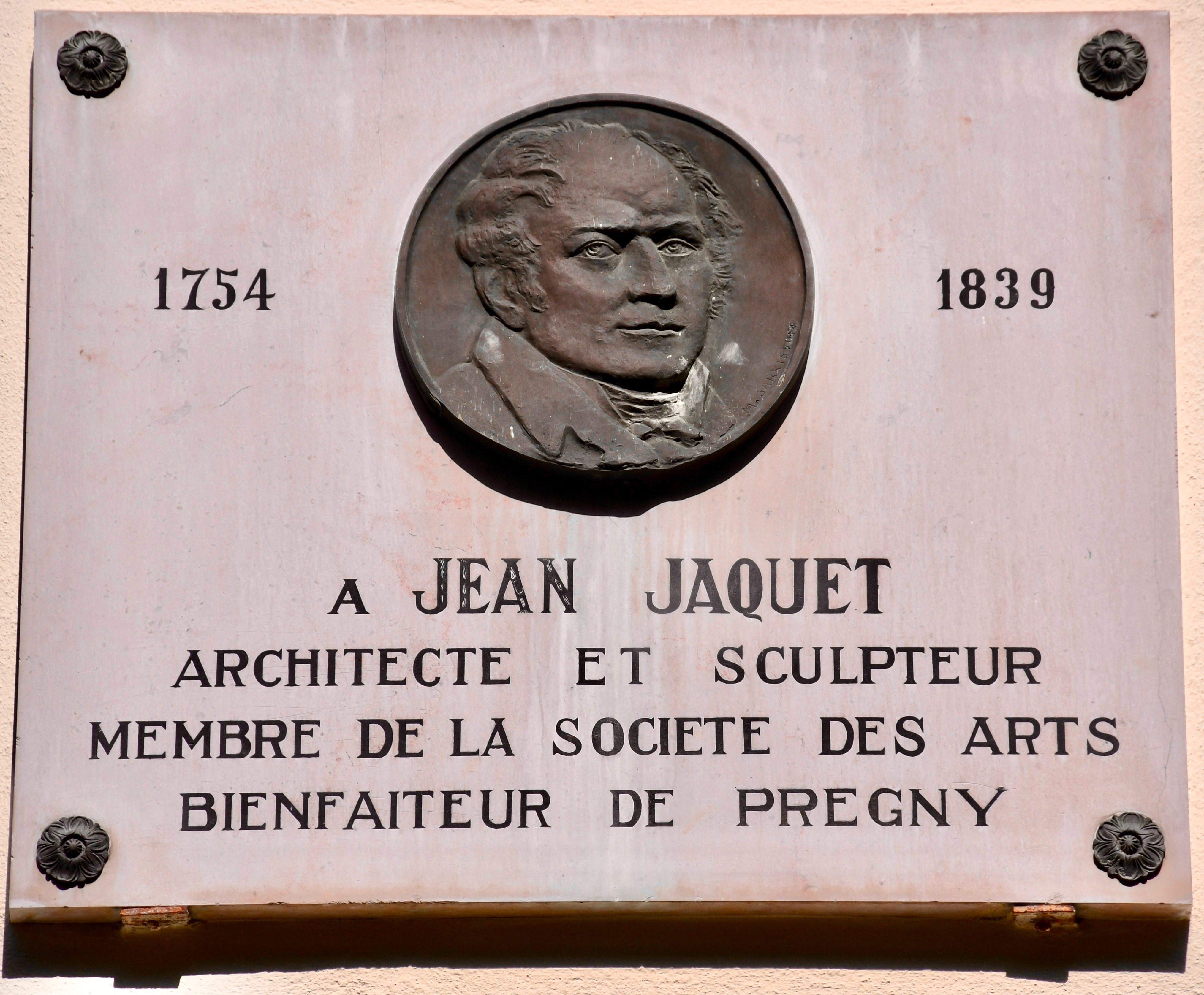
Plaque commémorative sur la façade de la maire de Pregny-Chambésy.
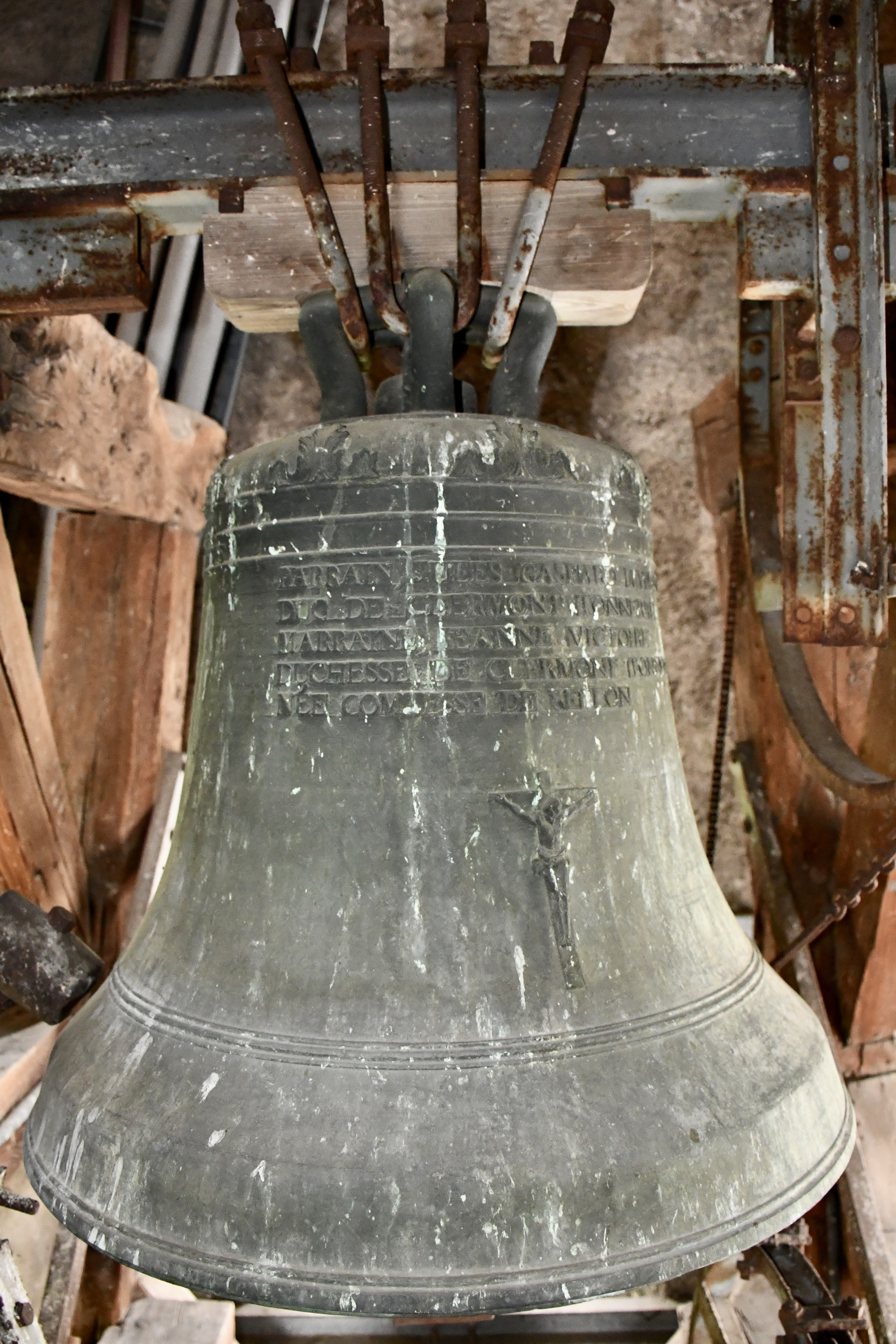
La cloche Jean offerte à l'église de Pregny par Jean Jaquet en 1825.